# Peyssies
Peyssies (em occitano:  Peishias) é uma comuna francesa na região administrativa da Occitânia, no departamento do Alto Garona. Estende-se por uma área de 6.37 km², com 583 habitantes, segundo o censo de 2018, com uma densidade de 92 hab/km².